# Macropsis gracilis
Macropsis gracilis är en insektsart som beskrevs av Dubovsky 1966. Macropsis gracilis ingår i släktet Macropsis och familjen dvärgstritar. Inga underarter finns listade i Catalogue of Life.